# Warburgiella hygrophila
Warburgiella hygrophila är en bladmossart som beskrevs av Fleischer 1923. Warburgiella hygrophila ingår i släktet Warburgiella och familjen Sematophyllaceae. Inga underarter finns listade i Catalogue of Life.